# Retorte

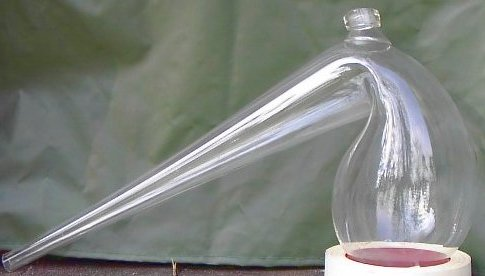
Eine Retorte

Die Retorte (von lateinisch vas retortum „zurückgedrehtes Gefäß“) ist ein schon im Mittelalter verwendetes einfaches Destilliergefäß. Retorten sind eng verwandt mit dem Alembik und gehörten zu den wichtigsten Gefäßen der Alchemisten und Apotheker.

## Aufbau und Verwendung

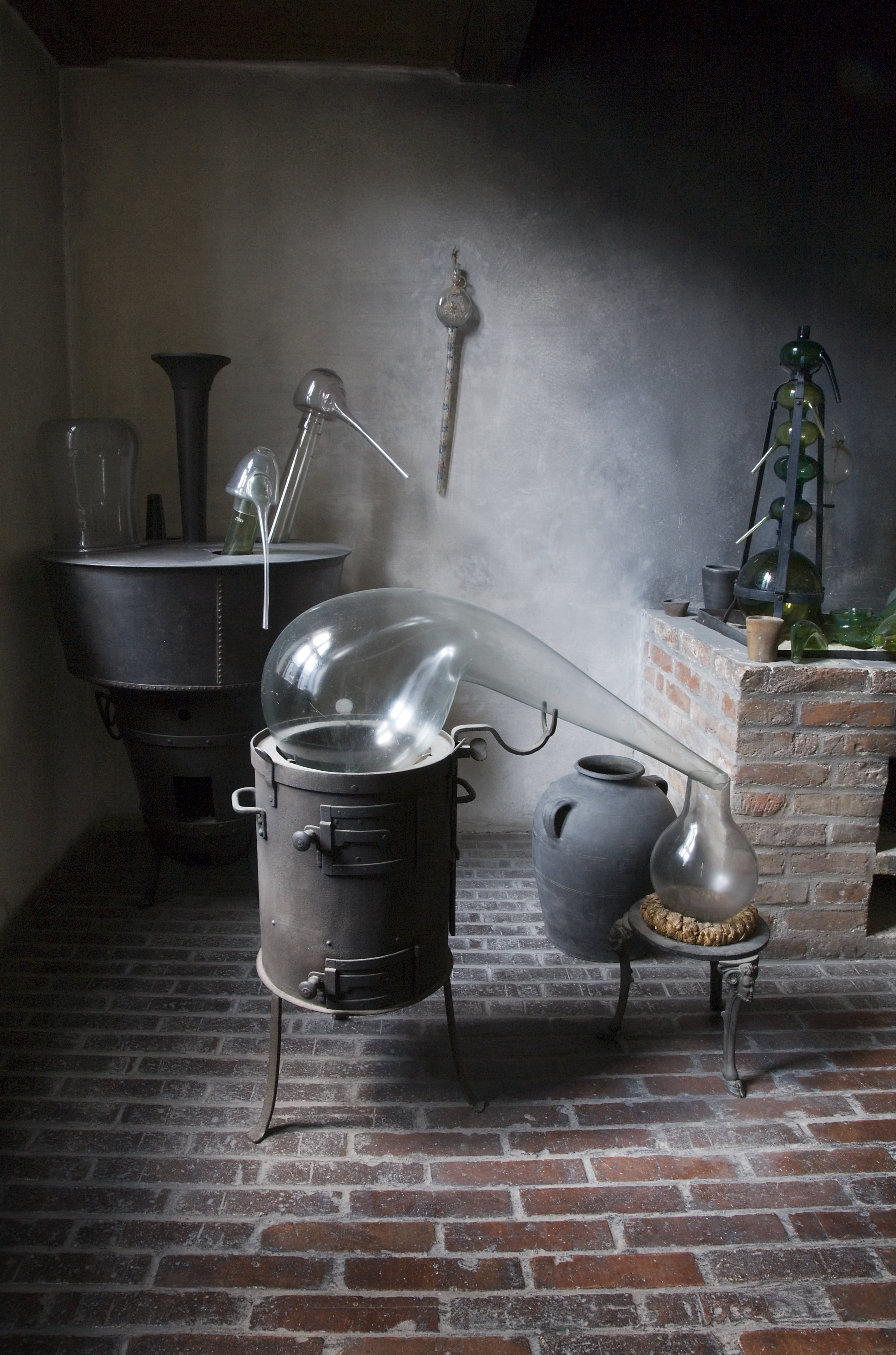
Eine Retorte mit Ofen und Vorlage

Eine Retorte besteht aus einem Kolben, der als Destillationsblase dient. In den Kolben wird das zu destillierende Substanzgemisch eingefüllt. Er wird über einer Heizquelle befestigt, zum Beispiel auf einem Ofen oder über einem Brenner. Der Kolben geht über in ein langes, abwärts gebogenes, sich zum Ende hin verjüngendes Rohr. In diesem Rohr kondensiert die verdampfte Substanz und fließt oder tropft in eine Vorlage. Es dient also als Luftkühler. Einige Retorten haben an der Oberseite des Kolbens noch ein kurzes Ansatzrohr, durch das das Destilliergut einfacher in den Kolben eingefüllt und nach Abschluss der Destillation wieder entnommen werden kann. Während der Destillation muss dieses Rohr fest verschlossen werden. Eine Retorte wird meistens aus Glas, Metall oder Keramik hergestellt.
Retorten werden in ihrer ursprünglichen Anwendung als Laborgerät heute nicht mehr benutzt. Die Gründe dafür sind die sehr geringe Kühlleistung bei der Destillation im Vergleich zu modernen Laborkühlern, die geringe Trennleistung im Vergleich zur Rektifikation und das Aufkommen der flexibler einsetzbaren Normschliff-Gefäße. Ein Vorteil der Verwendung einer Retorte im Labor lag darin, dass die Apparatur keine Schlauchverbindungen und Stopfen enthielt, die bei der Destillation des schwer flüchtigen Stoffes durch diesen angegriffen werden können.
Als industrielle Produktionsgefäße gibt es Retorten als sogenannte Retortenöfen auch heute noch. Beispiele für deren Anwendung sind die Erzeugung von Holzkohle und die pyrolytische Fraktionierung von Ölschiefer oder Braunkohle. Auch die Koksöfen moderner Kokereien sind typische Retorten. Solche Retorten sind von innen mit feuerfesten Materialien ausgekleidete Stahlbehälter, die meistens als Serien angeordnet sind.

## Symbolische Bedeutung

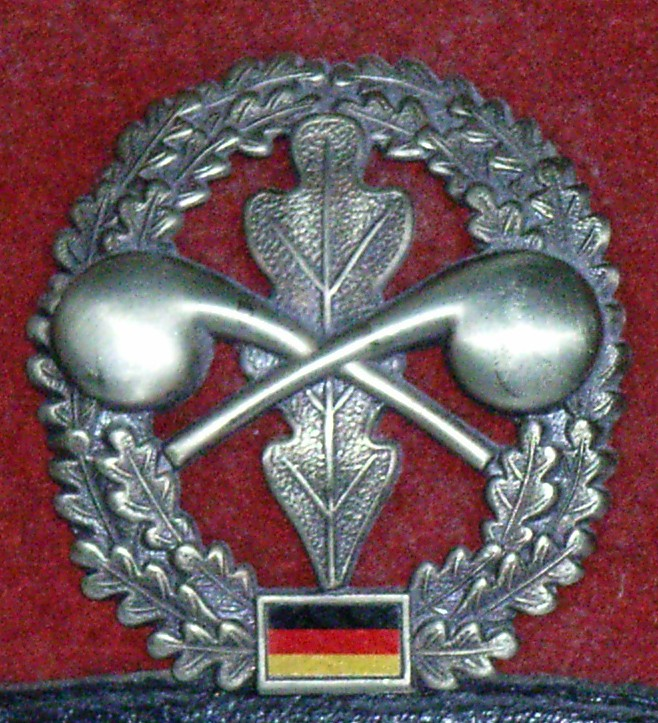
Barettabzeichen der ABC-Abwehrtruppe

Die Retorte wird oft als Symbol für die Chemie im Allgemeinen, für ein chemisches Labor, chemische Prozesse oder chemische Technologie verwendet. Beispielsweise zeigt das Barettabzeichen der ABC-Abwehrtruppe der Bundeswehr zwei stilisierte Retorten, umrahmt von Eichenlaub. Auch die Schweizer Armee verwendet dieses Zeichen in der ABC-Abwehr.
Wenn umgangssprachlich etwas aus der Retorte kommt, ist die künstliche oder planmäßige Herstellung einer Sache gemeint, die normalerweise einen natürlichen oder ungeplanten Ursprung hat. Beispiele dafür sind das Retortenbaby, die Retortenstadt und die Retortenband.